# FC Shoa Kabul
Der FC Shoa Kabul ist ein afghanischer Fußballverein aus der Hauptstadt Kabul. Seine Heimspiele trägt der Verein wie alle anderen Klubs aus Kabul auch im Ghazi-Stadion aus. Shoa Kabul spielte in der Afghanistan Premier League und nun in der Kabul Premier League.

## Geschichte
Bereits 2005 spielte der FC Shoa Kabul in einem regionalen Turnier Kabuls mit, das als Scouting-Turnier für eine neue  Kabuler Fußballmannschaft angesetzt wurde. In der Saison 2006 belegte der FC Shoa Kabul den dritten Rang der Gruppe A der in zwei Gruppen aufgeteilten neuen Afghanistan Premier League. In der Saison darauf wurde man in der Liga nach drei Siegen, drei Unentschieden und fünf Niederlagen und einem Torverhältnis von 16:16 Sechster. 2010 kam man bis in die Finalrunde der Premier League, wo die Mannschaft nach einer 2:6-Niederlage gegen den FC Kabul Bank ausschied.
2005 existierte auch eine B-Mannschaft des FC Shoa Kabul.

## Bekannte ehemalige Spieler
- Zohib Islam Amiri, afghanischer Fußballnationalspieler